# Liste des équipements des forces armées estoniennes
Ceci est une liste des équipements militaires modernes actuellement en service dans les forces armées estoniennes.

## Équipement personnel

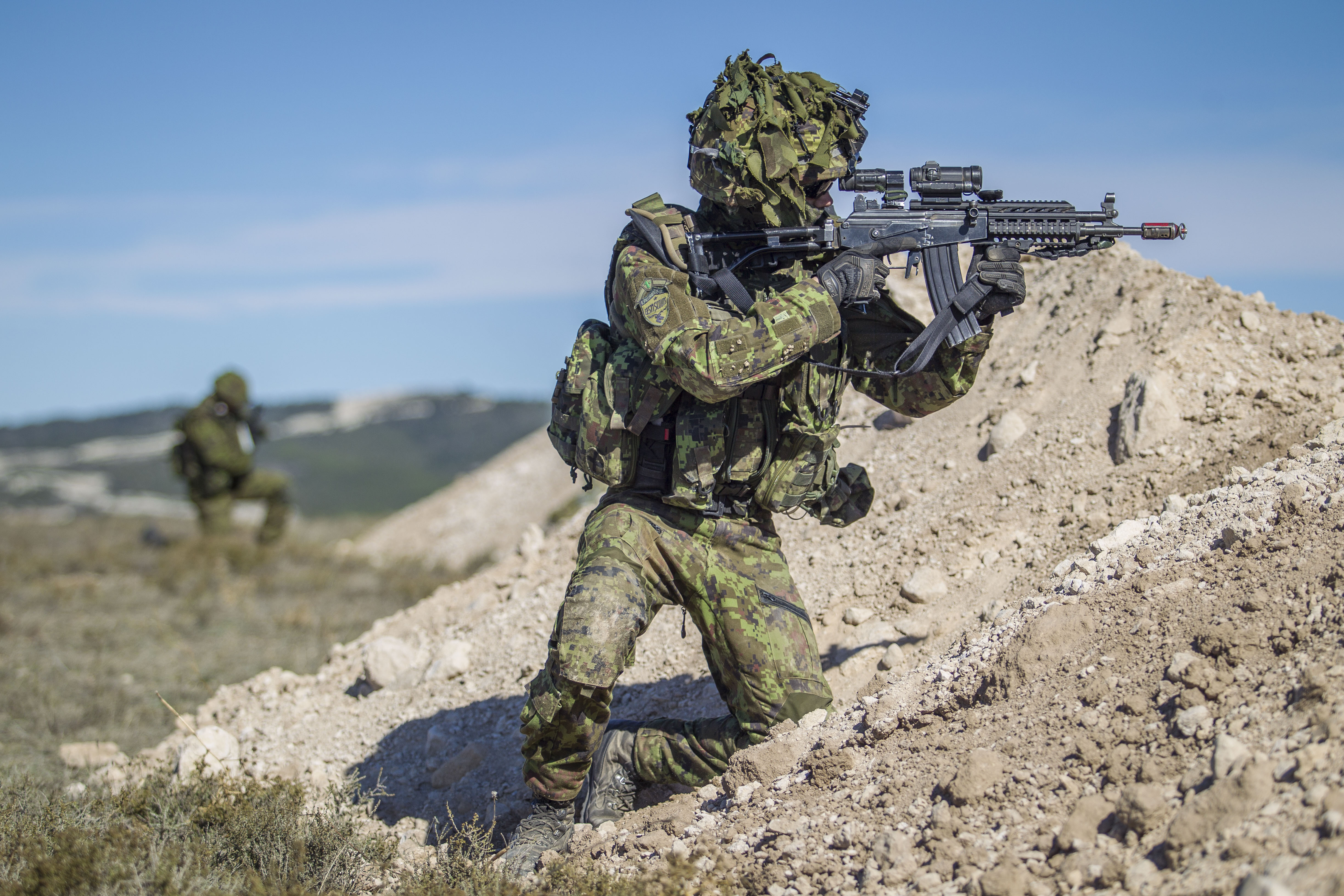
Un soldat du bataillon scout avec son uniforme ESTDCU tirant son Galil-SAR.

L'équipement des troupes des forces terrestres estoniennes comprend:
- Uniforme ESTDCU
- Équipements de protection PASGT
- Appareil de vision nocturne

## Armement
| Modèle                     | Image    | Origine                      | Type                                  | Calibre                            | Observations |
| Pistolet                   | Pistolet | Pistolet                     | Pistolet                              | Pistolet                           | Pistolet |
| -------------------------- | -------- | ---------------------------- | ------------------------------------- | ---------------------------------- | --- |
| Heckler & Koch USP         |          | Allemagne                    | Pistolet semi-automatique             | 9 × 19 mm Parabellum               | Pistolet standard. |
| Mitraillettes              |          |                              |                                       |                                    | |
| Uzi                        |          | Israël                       | Pistolet-mitrailleur                  | 9 × 19 mm Parabellum               | Variante Mini Uzi. Acheté à Israël en 1993. |
| Heckler & Koch MP5         |          | Allemagne                    | Pistolet-mitrailleur                  | 9 × 19 mm Parabellum               | Armes d'occasion achetées à la Norvège en 2013 pour remplacer les mitraillettes Carl Gustav M45. |
| Fusils de combat rapproché |          |                              |                                       |                                    | |
| Benelli M3                 |          | Italie                       | Fusil semi-automatique                | Calibre 12                         | Variante M3T. |
| Fusils d'assaut            |          |                              |                                       |                                    | |
| LMT R20 RAHE               |          | États-Unis                   | Fusil d'assaut                        | 5,56 × 45 mm OTAN7,62 × 51 mm OTAN | Toutes les unités seront équipées du nouveau fusil d'ici 2022. |
| IMI Galil                  |          | Israël                       | Fusil d'assaut                        | 5,56 × 45 mm OTAN                  | Variantes AR, SAR et ARM. Acheté à Israël en 1993. Fusil d'assaut standard, en service dans la 1re brigade d'infanterie,. Remplacé à partir de 2021.                                                      |
| Heckler & Koch G3          |          | Suède Norvège Allemagne      | Fusil d'assaut                        | 7,62 × 51 mm OTAN                  | Variantes Ak4, G3A3ZF, G3A4 et AG3F2. Fusil d'assaut standard, en service dans la 2e brigade d'infanterie (en),. Remplacé à partir de 2021.                                                               |
| Fusils de sniper           |          |                              |                                       |                                    | |
| Galil Sniper (Galatz)      |          | Israël                       | Fusil de précision                    | 7,62 × 51 mm OTAN                  | Acheté à Israël en 1993. |
| Sako TRG                   |          | Finlande                     | Fusil de précision                    | .338 Lapua Magnum                  | Variante Sako TRG-42. Acheté en 2007. |
| PGM Hécate II              |          | France                       | Fusil de précisionFusil anti-matériel | 12,7 × 99 mm OTAN                  | Acheté en 2007. |
| Mitrailleuses              |          |                              |                                       |                                    | |
| IMI Negev                  |          | Israël                       | Mitrailleuse légère                   | 5,56 × 45 mm OTAN                  | Acheté à Israël en 1993. |
| FN MAG                     |          | Belgique Suède               | Mitrailleuse                          | 7,62 × 51 mm OTAN                  | Variante Kulspruta 58 B. Don de la Suède entre 1999-2002. |
| Rheinmetall MG3            |          | Allemagne                    | Mitrailleuse                          | 7,62 × 51 mm OTAN                  | Environ 1500 donnés par l'Allemagne. Nombre inconnu acheté en Norvège en 2013. |
| M2 Browning                |          | États-Unis                   | Mitrailleuse lourde                   | 12,7 × 99 mm OTAN                  | [ 17 ] |
| Lance-grenades             |          |                              |                                       |                                    | |
| Brügger & Thomet GL-06     |          | Suisse                       | Lance-grenades                        | Grenade de 40 mm                   | Lance-grenades autonome. |
| Heckler & Koch AG-C/GLM    |          | Allemagne                    | Lance-grenades                        | Grenade de 40 mm                   | Arme sous canon conçue pour s'adapter à de nombreux types de fusils d'assaut. |
| Heckler & Koch HK79        |          | Allemagne                    | Lance-grenades                        | Grenade de 40 mm                   | Arme sous canon des années 1970 pour les fusils G3. (HK69 - arme autonome illustrée - HK 79 est une variante.) Acheté en Norvège en 2013.                                                                 |
| M203                       |          | États-Unis                   | Lance-grenades                        | Grenade de 40 mm                   | Conception sous canon pour fusils LMT R-20 RAHE. |
| Armes anti-blindages       |          |                              |                                       |                                    | |
| Carl Gustav                |          | Suède                        | Arme sans recul                       | 84mm                               | Variantes M2 et M3,. Don de la Suède. Nombre inconnu acheté en Norvège en 2013. La variante M2 sera remplacée par la variante M4 en 2022.                                                                 |
| C90-CR (M3)                |          | Espagne                      | Lance-roquettes                       | 90mm                               | Variantes C-90-CR-RB (M3), C-90-CR-AM (M3) et C-90-CR-BK (M3),. Lot initial acheté en 2009, d'autres achetés en 2010 et en 2018.                                                                          |
| MILAN                      |          | France                       | Missile antichar                      | 115mm                              | Variante Milan 2. Acheté en Allemagne vers 2004. Une livraison de missiles venant de France livrés le 17 décembre 2015.                                                                                   |
| FGM-148 Javelin            |          | États-Unis                   | Missile antichar                      | 127mm                              | 80 modules (avec une option pour 40 supplémentaires) et 350 missiles achetés aux États-Unis. Missiles Block-0 et Block-1 fournis avec les fonds de l'Initiative européenne de réassurance des États-Unis. |
| Spike                      |          | Allemagne                    | Missile antichar                      | 130mm                              | 18 systèmes Spike LR sont livrés par EuroSpike GmbH, à partir de 2020. |
| Armes anti-aériennes       |          |                              |                                       |                                    | |
| ZU-23-2                    |          | Union soviétique             | Canon automatique                     | 23 × 152 mm                        | Acheté à Israël en 1993. |
| Mistral                    |          | France                       | Missile surface-air                   | 90mm                               | Acheté en 2007 à MBDA avec les radars SAAB Giraffe AMB (en) pour la 1re brigade d'infanterie. Au moins 40 lanceurs livrés. Missiles Mistral 3 reçus le 17 décembre 2015,.                                 |
| Mortiers                   |          |                              |                                       |                                    | |
| M252 (en)                  |          | Royaume-Uni États-Unis       | Mortier                               | 81mm                               | 80 mortiers reçus des États-Unis en 2010 à titre d'aide militaire. |
| M-41D                      |          | Finlande Suède               | Mortier                               | 120mm                              | 165 mortiers en 2010. Remplacés prochainement. |
| Obusiers                   |          |                              |                                       |                                    | |
| H63 (D-30)                 |          | Union soviétique Finlande    | Obusier                               | 122mm                              | 42 obusiers achetés à la Finlande en 2009 pour remplacer les obusiers de 105 mm. |
| FH-70                      |          | Allemagne Royaume-Uni Italie | Obusier                               | 155 mm                             | 24 obusiers à partir de 2010. Acheté en Allemagne vers 2004. |
| K9 Thunder                 |          | Corée du Sud                 | Automotrice d'artillerie              | 155 mm                             | 18 obusiers commandés. Les livraisons commencent fin aout 2020 et s'étaleront sur trois ans, |

## Véhicules
| Modèle                      | Image                       | Origine                     | Type                                                     | Nombre                      | Observations |
| Véhicules de combat blindés | Véhicules de combat blindés | Véhicules de combat blindés | Véhicules de combat blindés                              | Véhicules de combat blindés | Véhicules de combat blindés |
| --------------------------- | --------------------------- | --------------------------- | -------------------------------------------------------- | --------------------------- | --- |
| Combat Vehicle 90           |                             | Suède                       | Véhicule de combat d'infanterie                          | 44                          | 44 CV9035 achetés aux Pays-Bas et 37 achetées en Norvège. 31 CV90 à transformer en véhicules de soutien (poste de commandement, défense aérienne, anti-char, génie de combat, reconnaissance, appui technique, évacuation, porte-mortiers 120 mm, centre de contrôle de tir de mortier, transporteurs de munitions de mortier). 6 à réparer et entretenir, comprenant deux véhicules de formation des conducteurs,. |
| Combat Vehicle 90           | Véhicule de soutien         | Suède                       | 31 à convertir                                           |                             | 44 CV9035 achetés aux Pays-Bas et 37 achetées en Norvège. 31 CV90 à transformer en véhicules de soutien (poste de commandement, défense aérienne, anti-char, génie de combat, reconnaissance, appui technique, évacuation, porte-mortiers 120 mm, centre de contrôle de tir de mortier, transporteurs de munitions de mortier). 6 à réparer et entretenir, comprenant deux véhicules de formation des conducteurs,. |
| Patria Pasi                 |                             | Finlande                    | Véhicule de transport de troupes                         | 136                         | XA-180: 60 unités achetées en Finlande (56 en service). XA-188: 81 unités achetées aux Pays-Bas (80 en service). |
| Otokar Arma (en)            |                             | Turquie                     | Véhicule blindé de combat à roue amphibie                | N/C                         | Commande de 230 véhicules, dont environ la moitié seraient la variante Arma 6x6 . Livraison en janvier 2025. |
| NMS 4x4 Yörük               |                             | Turquie                     | Véhicule blindé de patrouille et de transport de troupes | N/C                         | Nurol Makina a signé un contrat avec le Centre estonien d'investissement de défense (ECDI) pour 100 YÖRÜK 4X4 le 18 octobre 2023. |
| Véhicules du génie          |                             |                             |                                                          |                             | |
| Bergepanzer 2               |                             | Allemagne                   | Char de dépannage                                        | 2                           | Acheté aux Pays-Bas. |
| Dachs                       |                             | Allemagne                   | Char de dépannage                                        | 2                           | Acheté aux Pays-Bas. |
| Biber                       |                             | Allemagne                   | Véhicule blindé porte-pont                               | 2                           | Acheté aux Pays-Bas. |
| Mercedes-Benz Actros        |                             | Allemagne                   | Dépanneuse                                               | 2                           | [ 51 ] |
| TMM-3M                      |                             | Ukraine Finlande            | Camion porte-pont                                        | + de 4                      | Acheté à l'Ukraine en 2015.Systèmes supplémentaires donnés par la Finlande en 2017. |
| Véhicules logistiques       |                             |                             |                                                          |                             | |
| MAN KAT1                    |                             | Allemagne                   | Camion militaire                                         |                             | Variantes 4610, 4620 et 4640 à partir de 2015. |
| Série DAF F218 (en)         |                             | Pays-Bas                    | Camion militaire                                         |                             | Acheté aux Pays-Bas en 2008. Variantes DAF YAL 4440 et YAL 4442 à partir de 2015. |
| Mercedes-Benz 1017A         |                             | Allemagne                   | Camion militaire                                         |                             | Acheté en Allemagne en 2008. |
| Mercedes-Benz Unimog        |                             | Allemagne                   | Camion militaire                                         |                             | Acheté en Allemagne en 2008. Variantes U1300 et U1700 à partir de 2015. |
| Volvo FMX                   |                             | Suède                       | Camion militaire                                         | 52                          | Premier lot (12) acheté en 2015. Deuxième lot (40) acheté en 2019. |
| Bandvagn 206                |                             | Suède                       | Véhicule de transport de troupes                         |                             | [ 58 ] |
| Véhicules utilitaires       |                             |                             |                                                          |                             | |
| Mercedes-Benz G-Class       |                             | Allemagne                   | Véhicule utilitaire léger militaire                      |                             | Variantes G250 et G290 à partir de 2015. |
| Motos                       |                             |                             |                                                          |                             | |
| Husqvarna 258A MT           |                             | Suède                       | Motocyclette                                             |                             | [ 60 ] |

## Navires
| Classe    | Image | Origine     | Type              | Navire                                  | Observations                                                              |
| --------- | ----- | ----------- | ----------------- | --------------------------------------- | ------------------------------------------------------------------------- |
| Lindormen |       | Danemark    | Navire auxiliaire | EML Wambola (en)                        | Acheté au Danemark en 2006. Commandé en 2016 pour remplacer l'EML Tasuja. |
| Sandown   |       | Royaume-Uni | Chasseur de mines | EML Admiral Cowan EML Sakala EML Ugandi | Acheté au Royaume-Uni en 2006.                                            |

## Aéronefs
| Modèle                        | Image     | Origine    | Type                         | Nombre    | Observations |
| Appareils                     | Appareils | Appareils  | Appareils                    | Appareils | Appareils |
| ----------------------------- | --------- | ---------- | ---------------------------- | --------- | --- |
| PZL M28 Skytruck              |           | Pologne    | Avion de transport militaire | 2         | Reçu en 2019. |
| Aero L-39 Albatros            |           | Tchéquie   | Chasseur d'entraînement      | 2         | Loué à Aerohooldus OÜ et Sky LLC depuis 2015. Utilisé pour la formation.                                                                                       |
| Robinson R44                  |           | États-Unis | Hélicoptère                  | 3         | Reçu en 2002 des États-Unis sous forme de don. Utilisé pour la surveillance, la recherche et le sauvetage et la formation.Retirés du service à partir de 2020. |
| AeroVironment RQ-20 Puma (en) |           | États-Unis | Drone                        |           | Nombre non divulgué, systèmes RQ-20B Puma AE II livrés d'ici 2021.                                                                                             |

## Radars
| Modèle                | Image | Origine    | Type                                    | Nombre | Observations                                                                  |
| --------------------- | ----- | ---------- | --------------------------------------- | ------ | ----------------------------------------------------------------------------- |
| AN/TPS-77             |       | États-Unis | Antenne à balayage électronique passive | 1      | Acheté en 2003. Placé à Kellavere. Modernisé en 2014.                         |
| VERA-E (en)           |       | Tchéquie   | Radar passif                            | 1      | Acheté en 2004.                                                               |
| SAAB Giraffe AMB (en) |       | Suède      | Antenne à balayage électronique passive | 4      | Utilisé avec les systèmes de missiles sol-air Mistral.                        |
| Ground Master 403     |       | France     | Radar à antenne active                  | 2      | Acheté en 2009. Monté sur des camions Sisu E13TP.                             |
| GCA-2020              |       | États-Unis | Radar d'approche de précision           | 1      | Version transportable commandée en 2013. Utilisée à la base aérienne d'Ämari. |